# Гота G.IV
Гота G.IV (нем. Gotha G.IV) је двомоторни, двокрилни авион, стратешки бомбардер кога је у току Првог светског рата развила и производила немачка фирма Gothaer Waggonfabrik за потребе немачког ваздухопловства. Пошто производни капацитети нису били довољни да покрије потребе овај авион су лиценцно производиле још две фирме LVG и Siemens-Schuckert.

## Пројектовање и развој
Авиони фамилије Гота G су замишљени као стратешки бомбардери за бомбардовање у дубокој позадини непријатеља. На основу позитивног искуства са претходна три типа ових авиона Врховна команда се одлучила на примену ових авиона за бомбардовање Велике Британије јер је уочено да су резултати бомбардоваање Енглеске помоћу Цепелина незадовољавајуће па је дат налог фирми Гота да направи авион који би био у томе ефикаснији.
Главна разлика између типова G.III и G.IV била је додавање крилца на доњим крилима ради побољшања управљивости авиона и олакшавање атерирања. Труп је био потпуно прекривен водоотпорном шперплочом да би се постигла већа чврстоћа и омогућило бомбардеру да остане плутајући неколико сати у случају слетања на воду. Исецање отвора на дну трупа иза крила како би се омогућило задњем митраљезцу да пуца уназад испод летелице и уградњу трећег митраљеза на стомаку авиона.
Због операција на већим надморским висинама (изнад 4000 м), сваки члан посаде имао је примитивни апарат за дисање - боцу са кисеоником из које је дисао помоћу цеви. Због ниских температура на овим висинама, митраљези су имали електрично „грејање“ како би осигурали добру функционалност.

## Технички опис
Труп правоугаоног пресека имао је дрвену решеткасту конструкцију ојачану челичним жицама и пресвучену шперплочом. Труп је био потпуно обложен шперплочом да би се постигла већа чврстоћа. Коришћена је водоотпорна шперплоча што је теоретски омогућило бомбардеру да остане плутајући неколико сати у случају слетања на воду. На кљуну трупа била су два прозора за олакшавање слетања. Такође је предвиђена уградња трећег митраљеза на стомаку авиона чиме се повећао угао гађања. Испод трупа су постављени подвесни носачи који су могли да издрже терет до 500 кг бомби.
Авион Гота G.IV је имао два линијска шестоцилиндрична мотора Мерцедес D.IVa снаге 260 KS са воденим хлађењем сметених у гондоле. Поред ових основних мотора у поједине авионе овог типа уграђивани су мотори: Мајбах 245 KS, Аргус Ac III 180 KS и Hiero Type H IV снаге 230/240 KS за Аустроугарско ваздухопловство. Гондоле су била метална кућишта смештена између горњих и доњих крила. Поред мотора у њима су били смештени хладњак за расхладну течност, хладњак за уље и резервоари за гориво и уље. Поред ових резервоара за гориво у циљу повећања долета уграђивани су и додатни резервоари у корену горњег крила. Укупна запремина свих резервоара за гориво је износила 620 литара. Мотори су били окренути супротно од смера кретања авиона па су на вратилима мотора биле постављене дрвене двокраке потисне елисе. Са предње стране гондола налазили су се отвори за ваздух и систем за регулисање протока расхладног ваздуха.
Гота G.IV је био двокрилац са крилима правоугаоног облика и неједнаким распоном крила. Горње дуже крило имало је распон 23,7 m, доње крило 21,9 м. Оба крила су у корену била широка 2,3 m. Растојање између крила је било 2,22 m, а угао нагиба стреле је био 1° 10 '. Крила су имала класичну дрвену структуру покривену платном. Крилца за управљање авионом су се налазила и на горњим и доњим крилима. Горња и доња крила су била између себе повезана металним упорницама и затезачима од клавирске челичне жице.  Са сваке стране крила су имала по три пара упорница. Репне, троугласте површине биле су обликоване структуром од челичних цеви и обложене платном.
Стајни трап се састоји од челичне конструкције са два точка која је постављена испод сваке гондоле мотора, са којима је чинила саставни део. Трећа ослона тачка авиона је била дрвена еластична дрљача уграђена испод репа авиона.
Овај авион је обично био наоружан са 2 до 3 митраљеза Парабелум LMG 14 калибра 7,92 mm.  Због ниских температура на висинама, митраљези су имали електрично „грејање“ како би осигурали добру функционалност. Авиони Гота G.IV испоручени Аустроугарском ваздухопловству су били опремљени митраљезима Schwartzlose калибра 8 mm.

## Варијанте[1]
- Гота  - Модел са мотором 2 х Бенц Bz III снаге 150 KS, 1914. g. произ. 18 ком.
- Гота  - Модел са мотором 2 х Мерцедес D IV снаге 220 KS, 1916. g. произ. 14 ком.
- Гота  - Модел са мотором 2 х Мерцедес D IVa снаге 260 KS, 1916. g. произ. 25 ком.
- Гота  - Модел са мотором 2 х Мерцедес D IVa снаге 260 KS, 1916. g. Фирме Go, LVG i SSW, произ. 142 ком.
- Гота  - Модел са мотором 2 х Мерцедес D IVa снаге 260 KS, 1917. g. верзија , произ. 120 ком.
- Гота  - Модел са мотором 2 х Мерцедес D IVa снаге 260 KS, 1918. g. верзија , произ. 125 ком.
- Гота  - Модел са мотором 2 х Мерцедес D IVa снаге 260 KS, 1918. g. верзија , произ. 80 ком.
- Гота  - Модел са мотором 2 х Мајбах Mb IVa снаге 245 KS, 1918. g. произ. 8 комада

## Оперативно коришћење
Прва дневнa бомбардовања Британије авионима Гота G.IV одиграло се 25. маја 1917. Двадесет и један авион бомбардовао је Фолкестоне и Схорнклифе у Кенту. 95 људи је погинуло, а 260 рањено. Уобичајено оптерећење бомбама за напад на Британију износило је 300 кг (6х50 кг). Повећани губици проузроковани побољшањем одбране (увођењем  нових ловаца) приморали су команду да пређе од септембра 1917. на ноћно бомбардовање. Чак и у овом кратком периоду, ваздушно бомбардовање је проузроковало већи губитак живота и значајнију штету од свих претходних бомбардовања Цепелинима.
У марту 1917. године, бомбардери Гота G.IV су први пут размештени на Балкану где су учествовали у војним операцијама на Балканском ратишти како у бомбардовању српских градова и комуникација тако и у борбама на Солунском фронту.
Авион Гота G.IV је коришћен на страни Немачке и Аустроугарске све до краја рата. После Првог светског рата ове авионе је користила Пољска у рату против Совјетског Савеза.

## Земље које су користиле овај авион
- Аустроугарска
- Немачко царство
- Холандија (после рата)
- Пољска (после рата)